# 太平公主號
太平公主號是一艘仿明代福船而製造的小型木製帆船，亦是第二艘試圖利用風帆無動力木製戰船橫渡太平洋（第一艘為1955年啟程的自由中國號），希望創下由亞洲往返美洲世界紀錄的仿古帆船。計劃發起人為臺灣帆船協會理事長劉寧生，並獲得台灣的中華民國海洋發展協會理事長彭弘光和堤麥策略行銷有限公司共同發起，並獨家出資興建而成，船籍屬於中華人民共和國香港特別行政區。
2008年，太平公主號以香港為啟航點，成功抵達美洲大陸。但在次年回程經過臺灣之際，離宜蘭蘇澳外海30海浬遭利比里亞籍的商船撞沉，橫渡太平洋的壯舉功虧一簣。

## 名稱
此般被命名為「太平公主號」，中華海洋發展協會（發行組織之一）表示，以女性命名船隻是慣例，因新船的目標要橫越太平洋，意思是太平洋的公主，故取其名，其含義與唐代唐高宗與武則天之女太平公主無關。

## 構造
太平公主號以杉木、樟樹、相思樹製造，總長15.5米，船寬4.56米，排水量30噸，共有13間船艙，每一間船艙並不相連，萬一船艙有破損，隔艙設計可以防止其他船艙受到影響。高於甲板的船樓用以設物及為船員作休息間，甲板擺設15.6米杉木主桅杆，並用十噸重花崗岩石條來作壓艙石平衡船身。三名帆匠以傳統工藝製成帆布，帆布用掏碎薯榔染制成紅褐色，有防腐、真菌、紫外線、風化及易乾的作用。由於趕繒船是戰船，所以匠人依藍圖建造炮眼，然而太平公主號沒有武器，所以便把炮眼封上。整艘船全以木頭组裝，一口螺絲釘也沒有用過，但為符合國際港口進港規定，太平公主號仍安裝了引擎，備而不用。此外，太平公主號裝設很多高科技儀器，太陽能板為導航燈和全球定位系統提供電力。2008年2月中旬，太平公主號駛到廈門五緣灣試航，正式標誌建造成功。

## 籌備及建造
劉寧生是中華民國知名藝術家劉其偉之子，臺灣帆船協會理事長，於2001年曾經完成駕駛無動力帆船環球航行的紀錄。為宣揚中國古代帆船和航海術，保留傳統造船術，重塑鄭和下西洋的壯舉，進行文化交流，及挑戰世界紀錄，由堤麥策略行銷有限公司出資花4,000多萬元新台幣及6年時間的籌備、搜集資料，仿造一艘明末清初時福船類別的趕繒船。
2001年，劉寧生完成環球航行後，興起製造古船來橫貫太平洋的念頭，然而他手上沒有設計藍圖及準確的比例圖，他找到中國福建省福龍中國帆，為發起和執行機構。劉寧生與福龍中國帆船發展中心秘書長李金華曾找遍世界的圖書館及學者專家均一無所獲，終於在中華民國國家圖書館找出古文獻《閩省欽定戰船條例》及拚湊南京發現的戰船條例殘本。參考過兩份文獻下，劉寧生以此為基礎，與其他醉心航海業的朋友，在2007年1月集合十多名福州、泉州、漳州三地的木帆船匠人於泉州晉江深滬港依據宋元時代福建造船技術複製出明代外海戰船趕繒船，11月正式下水。

## 啟航及回程
太平公主號向全球招募船員，組成全員11人（包括中國、日本、中華民國、美國及南非的8名固定船員，其他為短程船員，沒有薪金）後，以四日的時間由廈門駛至香港，並在香港登記註冊，停泊香港島赤柱卜公碼頭，為香港海事博物館作展覽。6月，太平公主號到達臺灣，6月15日駛至基隆市碧砂漁港，依古禮舉行儀式，船長及船員眾人迎回媽祖，基隆慶安宮則為太平公主號祈福。基隆市長張通榮親自主持開航儀式，安排獨木舟與帆船送行，航往日本琉球那霸市。
船上有足夠的糧食和急救藥物，亦受過心肺復蘇術訓練，初段時光船員可以食用新鮮蔬果，到最後則以罐頭等不易腐敗的食物作糧食。資金所限，船上沒有海水淡化設備，每名船員補給5公升淡水來作日常用途。船上生活單調，但船員不覺枯燥，大多以作航海記錄、寫報告、畫畫來調劑生活。太平公主號由香港開始，到臺灣基隆，沿途經過日本琉球那霸市、橫濱市。本來太平公主號計畫航行到加拿大溫哥華及美國西雅圖作訪問，但因天氣惡劣，改為航行到三藩市，最後抵達聖地牙哥。
他們沿途皆受到熱烈歡迎，到達三藩市時，當地市民護送太平公主號穿過金門大橋，他們沿著前路，由聖地牙哥出發，經過夏威夷、威克島、塞班島、琉球，預備南下臺灣，剩下一天的航程，就會完成歷時十多月的橫渡太平洋的壯舉，太平公主号雖未能抵達台灣，但己實際的完成了以中國式復原帆船「往返太平洋」計劃，（因己經完成越洋航行抵達太平洋西端的琉球。）(實際啟航點為香港，僅剩一天航程應為媒體誤判)。

## 沉沒及事後
2009年4月26日凌晨，正當太平公主號駛至臺灣宜蘭蘇澳外海30海浬（24°51′N 122°20′E / 24.850°N 122.333°E），一艘利比里亞籍的挪威公司商船「冠軍快船號」（英文：Champion Express）駛近太平公主號，太平公主號用無線電呼叫對方，雙方通訊之後，「冠軍快船號」轉向，但是轉向太平公主號，兩船迅速撞上，太平公主號被攔腰撞成兩截，雙方通訊顯有誤會，之後冠軍快船號用探照燈直射海面，徘徊十多分鐘後，居然不顧而去，有違一般海洋航行法規。凌晨4時18分中華民國海岸巡防署接到求救訊號，同時洛杉磯美國海岸巡防署亦失去太平公主號的衛星訊號，7時37分全船人員共11人全部被救起，分別送往內湖三軍總醫院及松山總醫院，除一名美籍船員骨折之外，其他人均為輕傷。
船長劉寧生對船難非常自責，遺憾未成功完成使命，只慶幸船員平安無事，事後船員吃豬腳麵線去霉運。中華民國海岸巡防署追截肇事貨輪冠軍快船號，冠軍快船號得知沒人傷亡，就不理會直航日本。皆因冠軍快船號已駛出公海，而太平公主號卻在香港註冊，海岸巡防署沒有足夠證據，無法強制攔船。太平公主號的理賠問題等將交由保險公司、船公司與香港方面處理。太平公主號的航行記錄都在船難中失去，臺北縣（今新北市）一位民眾接獲寄錯的包裹，內裏是一部相機，而主人正是太平公主號的船員在塞班島寄失的，幸好尋回，以作見證。

## 外部連結
- 福龍中國帆船發展中心太平公主計劃官方網頁
- 台北市帆船協會(外洋)（页面存档备份，存于）